# Poncé-sur-le-Loir
Pour les articles homonymes, voir Ponce (homonymie).
Poncé-sur-le-Loir est une ancienne commune française, située dans le département de la Sarthe en région Pays de la Loire, peuplée de 318 habitants. Elle est devenue commune déléguée de Loir-en-Vallée le 1er janvier 2017.
La commune fait partie de la province historique du Maine, et se situe dans le Haut-Maine.

## Géographie
Poncé-sur-le-Loir est une commune du sud de la Sarthe, située à 50 km au sud-est du Mans et 50 km au nord de Tours.

### Lieux-dits et écarts
Le Buis, l'Orasière, la Bruellerie.

### Communes limitrophes
|                       | La Chapelle-Gaugain |                                 |
| Ruillé-sur-Loir       | Poncé-sur-le-Loir   | Lavenay                         |
| Tréhet (Loir-et-Cher) |                     | Couture-sur-Loir (Loir-et-Cher) |

## Toponymie
Le gentilé est Poncéen.

## Histoire
Le 1er janvier 2017, la commune fusionne avec Lavenay, La Chapelle-Gaugain et Ruillé-sur-Loir pour former la commune nouvelle de Loir-en-Vallée.

## Politique et administration
| Période                                  | Période          | Identité                | Étiquette | Qualité                |
| ---------------------------------------- | ---------------- | ----------------------- | --------- | ---------------------- |
| 1840                                     | 1870             | Alexandre Quétin-Bézard |           | Directeur de papeterie |
| 1874                                     | 1882             | Alexandre Quétin-Bézard |           | Directeur de papeterie |
| 1909                                     | 1911             | Henri Chauvin           |           | Directeur de papeterie |
| 1911                                     | 1919             | Alexandre Morisseau     |           |                        |
| 1919                                     | 1945             | Jean Chauvin            |           | Directeur de papeterie |
| 1945                                     | 1953             | Alfred Bigot            |           | Percepteur             |
| 1953                                     | 1959             | Louis Gersant           |           | Maçon                  |
| 1959                                     | 1963             | Léon Lhôte              |           | Notaire                |
| 1963                                     | 1965             | René Foucher            |           |                        |
| 1965                                     | 1983             | Marcel Huger            | DVG       | Tonnelier              |
| 1983                                     | 1995             | Alber Bruneau           |           | Fermier                |
| 1995                                     | mars 2001        | Marie-Claude Guérineau  |           |                        |
| mars 2001                                | mars 2008        | Catherine Bruneau       |           |                        |
| mars 2008                                | 31 décembre 2016 | André Monnin            | PCF       |                        |
| Les données manquantes sont à compléter. |                  |                         |           |                        |

## Démographie
En 2021, la commune comptait 318 habitants. Depuis 2004, les enquêtes de recensement dans les communes de moins de 10 000 habitants ont lieu tous les cinq ans (en 2006, 2011, 2016, etc. pour Poncé-sur-le-Loir) et les chiffres de population municipale légale des autres années sont des estimations.
| 1793 | 1800 | 1806 | 1821 | 1831 | 1836 | 1841 | 1846 | 1851 |
| ---- | ---- | ---- | ---- | ---- | ---- | ---- | ---- | ---- |
| 451  | 562  | 622  | 603  | 627  | 772  | 751  | 761  | 758  |

| 1856 | 1861 | 1866 | 1872 | 1876 | 1881 | 1886 | 1891 | 1896 |
| ---- | ---- | ---- | ---- | ---- | ---- | ---- | ---- | ---- |
| 698  | 693  | 695  | 682  | 688  | 705  | 689  | 706  | 676  |

| 1901 | 1906 | 1911 | 1921 | 1926 | 1931 | 1936 | 1946 | 1954 |
| ---- | ---- | ---- | ---- | ---- | ---- | ---- | ---- | ---- |
| 651  | 671  | 645  | 575  | 570  | 590  | 559  | 610  | 565  |

| 1962 | 1968 | 1975 | 1982 | 1990 | 1999 | 2006 | 2011 | 2016 |
| ---- | ---- | ---- | ---- | ---- | ---- | ---- | ---- | ---- |
| 542  | 487  | 433  | 426  | 436  | 428  | 396  | 380  | 325  |

| 2019 | - | - | - | - | - | - | - | - |
| ---- | - | - | - | - | - | - | - | - |
| 321  | - | - | - | - | - | - | - | - |

## Culture locale et patrimoine

### Lieux et monuments
- Fresques de l'église Saint-Julien.
- Château de Poncé et jardins.

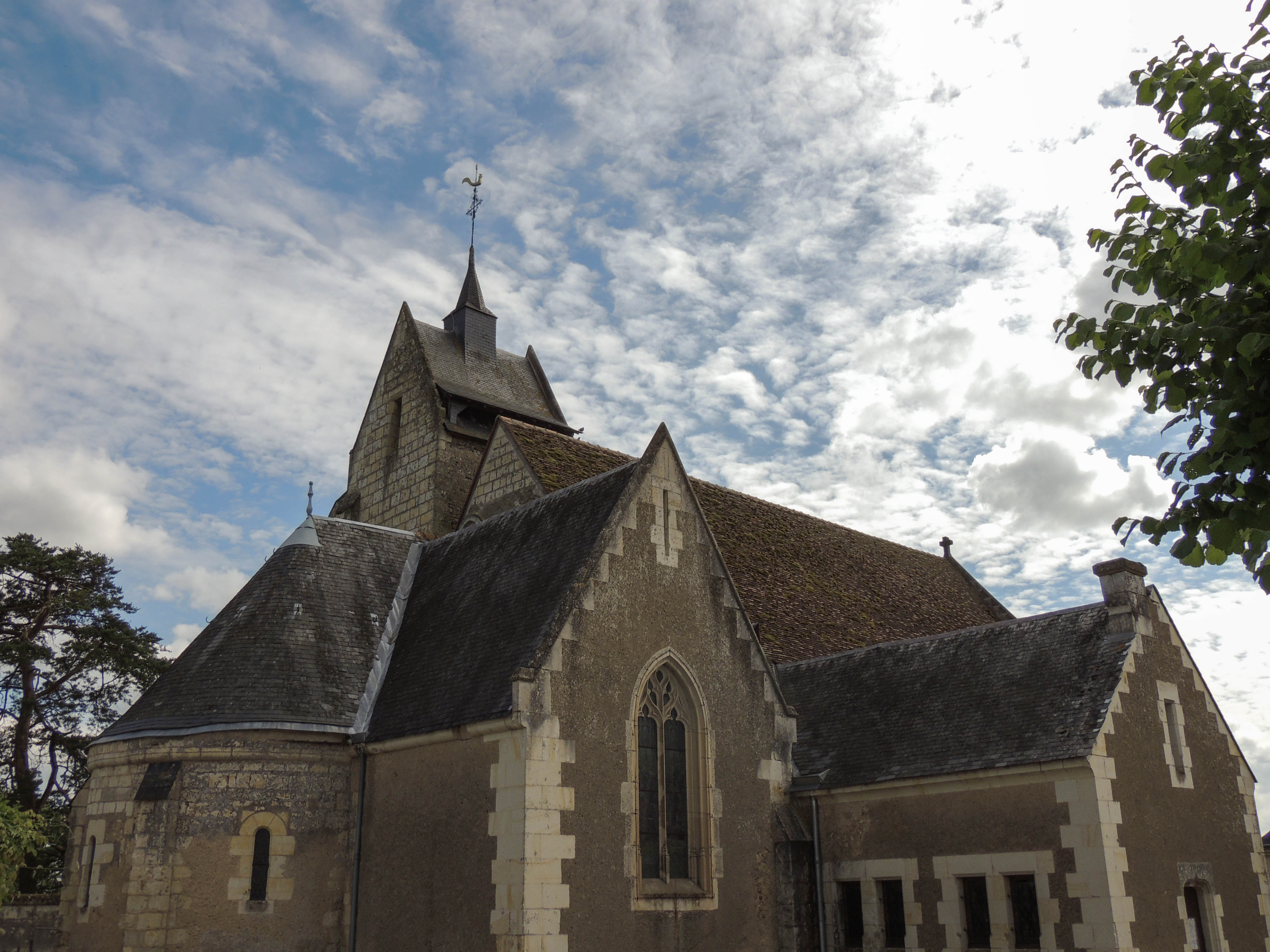
L'église Saint-Julien.

- Les moulins de Paillard : ces anciens moulins du XVIIIe siècle, qui abritaient jadis un atelier de tissage du chanvre, une teinturerie puis une papeterie dont l'activité a cessé en 1969, sont devenus en 1973 un centre d'artisans d'art (ateliers artisanaux de poterie, de verre soufflé, d'émaux, de forge, d'ébénisterie ou encore de chapellerie). Ce centre a été fermé en 2006. En 2009, la communauté de communes du Val du Loir a présenté le projet de James Porter et Shelly De Vito, deux artistes américains : la revitalisation des moulins de Paillard grâce à un Centre d’art contemporain et une résidence d'artistes. Ouvert depuis 2010, Paillard présente des expositions, spectacles, ateliers et visites pour le grand public.
- Château de Paillard : construit en 1874 par les propriétaires de la papeterie des Moulins de Paillard (Alexandre Quetin-Bezard puis Henri Chauvin), il est aujourd'hui une copropriété privée[6].
- Motte de la Roche. La motte, qui domine une falaise percée de plusieurs caves, mesure 45 mètres de diamètre au niveau du fossé périphérique et de 8 à 10 mètres à son sommet[7].

### Personnalités liées à la commune
- Élie Savatier, ancien teinturier à Bessé-sur-Braye, crée en 1763 La papeterie de Poncé aux moulins de Paillard. Elle fut la plus importante du département avec quatre cuves. Julien Quetin, papetier à Challes, en prend la direction en 1791 et en devient propriétaire en 1801 (mariage en 1791 avec Françoise Pothée, petite-fille d'Élie Savatier).
- Julien Quetin-Pothée (1768-1846) et son fils Alexandre Quetin (1809-1882), époux Bezard, seront maires de Poncé de 1829 à 1856 (dates de mandat approximatives).
- Alexandre Quetin (1809-1882), propriétaire de la papeterie, entrait en février 1857, à la nouvelle Chambre de commerce et d'industrie du Mans, créée par décret signé par Napoléon III, le 23 octobre 1856.
- Henri-René Chauvin (1855-1916), propriétaire de la papeterie et petit-fils d'Alexandre Quetin, sera élu en 1907, président de l'Union des fabricants de papier.
- Le poilu Louis Lahoreau, originaire de Poncé-sur-le-Loir[8], artilleur à la 24e batterie du 3e régiment d'artillerie à pied puis à la 62e batterie du 7e RAP.
- Maxime Maufra (1861-1918), artiste peintre y est décédé d'une crise cardiaque au pont, près des Moulins de Paillard, devant son chevalet.
- Guy de Malherbe, artiste, propriétaire du château.
- Apolline de Malherbe, journaliste, fille de Guy de Malherbe.

### Héraldique
| Blason de Poncé-sur-le-Loir | Blason  | D'argent à trois merlettes de sable, au chef de gueules chargé de trois fleurs de lys d'or. |
| Blason de Poncé-sur-le-Loir | Détails |                                                                                             |